# Grand Junction (Iowa)
Grand Junction – miasto w Stanach Zjednoczonych, w stanie Iowa, w hrabstwie Greene. Zgodnie ze spisem statystycznym z 2000 roku, miasto liczyło 964 mieszkańców.